# Helix aspersa
escargot petit-gris
Espèce
Répartition géographique
Statut de conservation UICN

LC : Préoccupation mineure
Helix aspersa (ou l'escargot petit-gris en français) est une espèce de mollusques gastéropodes terrestres de la famille des Helicidae et du genre Helix.

## Description
Coquille brun doré portant des bandes brunes interrompues de façon caractéristique. Sa taille est de 30-35 et 32-40 mm.

## Biotope
Il vit dans les broussailles et les couverts légers en terrain ouvert et dans les dunes. Souvent dans les terrains cultivés.

### Répartition
Région méditerranéenne, côte atlantique, et jusqu'en Hollande. Introduit depuis l'Antiquité en Grèce, dans les îles britanniques et en Europe centrale. De nos jours mondialement répandu.

### Alimentation
Il se nourrit d'herbes et peut occasionner quelques dégâts rarement importants dans les jardins.

### Reproduction
En France il pond entre mai et fin octobre de 50 à 110 œufs d'un diamètre de 4 à 4,5 mm agglomérés par une masse visqueuse. La ponte a lieu 5 à 8 jours après l'accouplement.
L'éclosion se produit en 15 à 30 jours et il atteint sa maturité sexuelle en 2 ans.
Il peut vivre 4 ans.

## Historique
L'espèce a été décrite en  1774 par le zoologiste danois Otto Friedrich Müller (1730-1784).

### Synonymes
- Cornu aspersum (Müller, 1774)
- Cantareus aspersus (Müller, 1774)
- Cryptomphalus aspersus (Müller, 1774)[2]

### Taxinomie
Liste des sous-espèces :
- Helix aspersa aspersa -- Petit-Gris : Europe occidentale, diamètre 28 à 35 mm voire 45 mm, poids adulte de 7 à 15 g
- Helix aspersa elata : Afrique du nord
- Helix aspersa maxima -- Gros-Gris : Algérie, diamètre jusqu'à 40 à 45 mm, poids adulte de 20 à 30 g
- Helix aspersa major : Algérie, Maroc, diamètre jusqu'à 40 à 50 mm, poids adulte entre 20 et 30 g

## Helix aspersa célèbre
- Jeremy -- escargot senestre

### Publication originale
- [1774] (la) Otto Friedrich Müller, « Helix aspersa, Vermivm terrestrium et fluviatilium, seu animalium infusoriorum, helminthicorum, et testaceorum, non marinorum, succincta historia. Volumen alterum. », Havniæ & Lipsiæ. (Heineck & Faber), vol. I-XXXVI [= 1-36],‎ 1774, p. 1-214, [1-10].